# Valeria (telenovela)
Valeria é uma telenovela americana-venezuelana exibida em 2009 pela Venevisión.

## Sinopse
Riquelme são os proprietários de um dos maiores escritórios de advocacia em Miami. Leopoldo trabalha lado a lado com seu pai Samuel para defender o prestígio de que os advogados da área de trabalho. O destino caprichoso joga com Valeria e Leopoldo para eles face a face. Ambos se apaixonam perdidamente. Valeria, nos braços de aposta Leopoldo parece pronto para esquecer esse terrível evento que marcou.
Ele propõe casamento e ela aceita, mas a felicidade do jovem é subitamente interrompida quando Juan Ignacio, irmão de Leopoldo, que anos atrás a vida de Valeria destruída de uma forma cruel e covarde aparece em cena. A impiedosa e pérfida Miroslava Montemar, que gostam de trazer Leo, Valeria usa enganar em acreditar que Leopold era um de seus estupradores, então Valeria Leopoldo rejeita decepcionado e não conseguem se casar também aparece. Maldade desenfreada de vários personagens brancos fazem o casal.
Um novo fato brutal muda a vida de todos, e quando Leopoldo é acusado de um crime, Valeria, já se tornou um poderoso advogado, faz com que o jovem está condenado à prisão apesar de amá-lo com todo o seu poder. O destino parece selado tanto traição e ódio. Valeria e Leopoldo andar um frágil web à beira. Na esperança de recuperar o amor e ser feliz um dia parece distante, inatingível.

### Elenco
| Ator                | Personagem                    |
| ------------------- | ----------------------------- |
| Alejandra Lazcano   | Valerija Hidalgo              |
| Jorge Reyes         | Leopoldo Rikelme              |
| Carolina Tejera     | Miroslava Montemar de Rikelme |
| Bobby Larios        | David Barios                  |
| Fernando Carrera    | Samuel Rikelme                |
| Leonardo Danijel    | Renato Rivera                 |
| Mara Kroato         | Estrelja Granados             |
| Flavio Kabareljo    | Alfredo Galan                 |
| Horhe Luis Pila     | Salvador Rivera               |
| Rosalina Rodrigez   | Hilda de Idalgo               |
| Flor Elena Gonzales | Piedad Rikelme                |
| Claudija Rejes      | Manom Alvarez                 |
| Gretel Truhiljo     | Marijela                      |
| Griselda Nogera     | Teresa                        |
| Širli Budž          | Skarlet                       |
| Karla Rodrigez      | Lolita                        |
| Mariana Huaredo     | Anhelita Ramos                |
| Ivelin Giro         | Džesika Anderson              |
| Eduardo Ibarola     | Hulio Idalgo                  |
| Hose Antonio Kobo   | Felipe                        |
| Karlos Kabaljero    | Huan Ignasio Rikelme          |
| Julián Gil          | Daniel Ferrari                |
| Himena Duke         | Ana Lusija Idalgo             |
| Alberto Kintero     | Isidro Morales                |
| Ivon Montero        | Maria Inmakulada              |

#### Audiência
Tornou-se o maior sucesso do canal obtendo 28 pontos de média e chegando á 35 pontos em seu capítulo final.